# Mieczysław Forlański
Mieczysław Forlański est un boxeur polonais né le 28 janvier 1909 à Częstochowa et mort le 27 décembre 1983 à Varsovie.

## Carrière
Sa carrière amateur est principalement marquée par une médaille d'argent remportée aux championnats d'Europe de 1930 dans la catégorie des poids mouches et une médaille de bronze remportée aux championnats d'Europe de 1934 dans la catégorie des poids plumes.

## Palmarès

### Championnats d'Europe
- Médaille d'argent en -50,8 kg en 1930 à Budapest, Hongrie
- Médaille de bronze en -57,1 kg en 1934 à Budapest, Hongrie